# Młyn w Łęczycy
Młyn w Łęczycy (tzw. młyn Ganthera oraz młyn Gantera) – młyn wodno-motorowy wybudowany na przełomie XIX i XX w. w Łęczycy w województwie łódzkim. Obiekt wpisany do Gminnej Ewidencji Zabytków Miasta Łęczyca.

## Historia miejsca
Młyny wodne nad Bzurą w tej lokalizacji istniały od niepamiętnych czasów. Istnieją przekazy z XV w. o istnieniu młyna w sąsiedztwie zamku łęczyckiego.

## Obecny młyn
Obecnie istniejący budynek powstał w 1904 r. lub wcześniej (być może w ostatnich latach XIX w.). Jego właścicielem i zarządcą był F. Ganther (lub Ganter). Był to budynek murowany, jednopiętrowy z nadbudówką z dachem jednospadowym krytym papą. Był poruszany silnikiem na koks-gaz ssany oraz pomocniczą turbiną wodną. Był wyposażony walce (od 8 do 11 par). Jego moc przemiałowa w okresie przedwojennym wynosiła ok. 40 t zboża na dobę. W okresie II wojny światowej młyn był czynny i przeszedł modernizację wyposażenia (zainstalowano nowy silnik). W okresie PRL został upaństwowiony. Od 1962 r. był zasilany energią elektryczną. Przeszedł znaczną rozbudowę, częściowo został podniesiony do wysokości trzeciego piętra. W latach 70. był czynny. W 2025 r. młyn jest czynny.